# Карлос Коронель
Карлос Коронель (ісп. Carlos Miguel Coronel; нар. 29 грудня 1996, Корумба) — парагвайський футболіст, воротар американського клубу «Нью-Йорк Ред Буллз» та національної збірної Парагваю. Виступав також за клуби «Ред Булл» та «Філадельфія Юніон». Дворазовий чемпіон Австрії. Володар Кубка Австрії.

## Клубна кар'єра
Карлос Коронель народився 1996 року в Бразилії у змішаній парагвайсько-бразильській сім'ї. Розпочав гати у футбол у школі клубу «Ред Булл Бразил». У подальшому залишився у системі футбольних клубів компанії «Red Bull», та отримав запрошення до австрійського клубу «Ред Булл» із Зальцбурга, проте відразу до основної команди клубу не потрапив, і був направлений до фарм-клубу зальцбурзької команди «Ліферінг». У 2017 році Коронеля повернули до основної команди «Ред Булл», проте до основної команди клубу він не пробився, і в 2019 році воротаря відправили в оренду до клубу МЛС «Філадельфія Юніон», де він також грав за фарм-клуб філадельфійської команди «Бетлегем Стіл». Проте й після повернення з оренди Коронель не пробився до основного складу зальцбурзького клубу «Ред Булл», і в 2021 році перейшов до нью-йоркського клубу МЛС «Нью-Йорк Ред Буллз», у якому зумів стати основним воротарем. Станом на 19 червня 2024 року відіграв за команду з Нью-Йорка 88 матчів в національному чемпіонаті.

## Виступи за збірну
Карлос Коронель народився у Бразилії в змішаній парагвайсько-бразильській родині, і на міжнародному рівні вибрав виступи за збірну Парагваю. У 2023 році Коронель отримав громадянство Парагваю, і цього ж року дебютував у складі національної збірної Парагваю. У складі збірної був учасником розіграшу Кубка Америки 2024 року у США. Станом на жовтень 2024 року зіграв у складі збірної 9 матчів, у яких пропустив 6 м'ячів.

## Титули і досягнення
- Чемпіон Австрії (2):

«Ред Булл»: 2017–2018, 2019–2020
- Володар Кубка Австрії (1):

«Ред Булл»: 2019–2020, 2020–2021